# FC Gomel
FC Gomel este o echipă de fotbal din Gomel, Belarus.

## Titluri
- Prima Ligă Bielorusă: 1

2003
- Cupa Belarusului
  - 2002

## Jucători notabili
- Gennadiy Bliznyuk
- Stanimir Georgiev
- Sergey Gorlukovich
- Serhiy Kuznetsov